# Google Voice
Google Voice é um serviço de telecomunicação lançado pela Google em 11 de março de 2009. O serviço providencia um número de telefone para o usuário, que o usa (e paga) tal como um telefone comum, porém, pela internet.
Google Voice utiliza sistema de cobrança pré pago, com opções de crédito de U$ 10.00, U$ 25.00 e U$ 50.00.
O numero de telefone é gratuito, e pagamos apenas para efetuar ligações, além de outros serviços, como trocar um número. 
O valor da ligação varia para cada país, mas uma ligação para um numero no Brasil custa U$ 0.01 por minuto para telefone fixo e U$ 0.06 por minuto para telefone móvel.

## Educação
Google Voice permite manter contacto com outros usuários facilitando a comunicação com outras pessoas de vários países. Com essa ferramenta é possível trabalhar as quatro habilidades comunicativas: leitura, escrita, escuta e fala.Como o Google Voice fornece ao usuário  uma disponibilidade de se comunicar através de mensagens de texto, É relevante o uso da tecnologia na sala de aula, e no ensino de outros idiomas. "A inserção de novas tecnologias na sala de aula promove a abertura de um novo mundo às crianças e jovens. O uso de recursos importantes como a televisão, computador conectado à internet, fará com que aumente o raio de oportunidades de se obter conhecimento sobre os mais variados assuntos (DELACÔTE apud DELORS, 2005)."